# 하운드 (트랜스포머)
트랜스포머 프랜차이즈에 등장하는 하운드(Hound)는 여러 작품에 등장인물이며 오토봇 소속이다. 다중우주 설정으로 다른 세계관, 다른 트랜스포머 작품의 하운드도 등장하나 다른 인물들이다.

## 상세
원작 애니메이션 G1 에서는 정찰 병사로 등장하며 변형 모델은 군용 차량인 미쓰비시 J59 지프이다. 또한 지구에서 다양한 환경을 즐기는 성격이었다. 트랜스포머: 더 무비가 마지막 등장이었으며 카메오 등장 정도이었다.
실사영화 세계관에서는 오토봇 특공대원으로 등장하며 2007년 PSP 버전 게임에서 첫 등장하였다. 트랜스포머: 사라진 시대에서는 무기 전문가 포지션이며 모뉴먼트밸리에서 등장하였다.

## 성우
- 트랜스포머 G1 - 켄 샌솜
- 트랜스포머: 사라진 시대 - 존 굿맨